# Крстач
Крстач (серб. Крстач / Krstač) — древній сорт винограду, який є автохтонним у Сербії і Чорногорії. З нього роблять високоякісне сухе біле вино. Вино може бути насиченим, з гармонійним букетом і світло-жовтого кольору з 12,5% спиртом. 